# قلعه حاجی (شاهرود)
قلعه حاجی یک روستا در ایران است که در دهستان ده‌ملا شهرستان شاهرود واقع شده‌است. قلعه حاجی ۱۶۰ نفر جمعیت دارد.